# Systema Naturae
Systema Naturae (оригинално на лат. Systema Naturæ са топографском лигатуром æ) једно је од највећих дела шведског ботаничара, зоолога и лекара Карл фон Линеа (1707–1778) и увод у Линеову таксономију. Иако је систем, данас познат као биномијална номенклатура, био направљен од стране браће Бохин, Гаспара и Јохана, 200 година раније, Лине ју је први пут конзистентно употребио у својој књизи. Прво издање је публиковано 1735. Пун назив 10. издања (1758), које је и најважније, је лат.  или преведено: „Систем природе кроз три царства, према класама, редовима, родовима и врстама, са карактерима, разликама, синонимима, местима”.
Десето издање ове књиге из 1758. се сматра почетком међународног кодирања зоолошке номенклатуре (енгл. International Code of Zoological Nomenclature: ICZN или ICZN код). Лине је 1766–1768 публиковао надограђено 12. издање, последње под његовим ауторством. Још један опет побољшан рад у истом стилу и под називом „лат. Systema Naturae” публиковао је Јохан Фридрих Гмелин између 1788 и 1793. Најкасније од почетка 1900-их зоолози су ово дело почели узимати као последње издање из Линеове серије таксономија. Такође је званично сматрано и од стране ICZN-а, у Мишљењу 296 (26. октобар 1954), као тринаесто издање Systema Naturae.

## Преглед
Линеус (касније познат као "Карл фон Лине", по стицању племићке титуле 1761) публиковао је прво издање лат. Systema Naturae 1735. године, током свог боравка у Холандији. Као што је било уобичајено за научну литературу тог доба, књига је штампана на латинском. у њој, Лине је нагласио своје идеје о хијерархијској класификацији природног света, делећи га у животињско царство (лат. regnum animale), биљно царство (лат. regnum vegetabile) и "минерално царство" (лат. regnum lapideum).
Линеова Systema Naturae наводи само око 10.000 врста организама, од којих је око 6.000 биљака, а 4.236 су животиње. Према историчару ботанике Вилијам Томас Стерну, "Још у 1753. је веровао да би број врста биљака у целом свету тешко достигао 10.000; у својој целој каријери именоао је око 7.700 врста цветних биљака."
Лине је развио своју класификацију биљног биљке у покушају да опише и разуме природни свет као одраз логике божјег стварања. Његов сексуални систем, где су врсте са истим бројем прашника спадале у исту групу било је практично, али по његовом мишљењу вештачко. Лине је веровао у божју креацију и да не постоји дубља веза која би се могла изразити. Често се наводи да је говорио: "Бог је створио, а Линеус организовао". Класификација животиња је била много природнија. На пример, људи су први пут стављени у исту групу са осталим приматима, као Anthropomorpha.
Као резултат популарности његовог рада и броја нових узорака послатих са свих страна света, Лине је наставио да објављује нова и заувек растућа издања његовог пређашњег рада. Порасла су са 12-то страног издања из 1735. године на 2.400 страна 12. издања (1766–1768). Такође, како је посао напредовао, правио је промене: у првом издању, китови су класификовани ка рибе, пратећи рад Линеовог пријатеља и "оца ихтиологије" Петер Артедиа; у 10. издању, објављеном 1758. године, китовису померени у класу сисара. У овом истом издању је увео дводелна имена (види биномна) за животињске врсте, нешто што је урађено за биљне врсте у издању из 1753. под називом лат. Species Plantarum. Систем је накнадно израстао у линеову таксономију, хијерархијски организовану биолошку класифкацију.
Пошто је Линеово здравље почело да пропада крајем 1770-их, публиковање Systema Naturae је отишло у два правца. Други шведски научник, Муреј издао је део под називом Regnum Vegetabile 1774. године, део целог Линеовог дела са насловом Systema Vegetabilium, што је било прилично збуњујуће. Ово издање је означено као 13. издање. У међувремену, 13. издање целог Systema се појавило у деловима између 1788 и 1793. Имало је исто историју као и издање Systema Vegetabilium на коме је Лине радио и које је постало широко познато у Енглеској после превода наслова (енгл. A System of Vegetables) од стране Дарвин Еразмуса (1783–1785).

## Таксономија
У његовој лат. Imperium Naturæ, Лине је основао три царства, названалат. Regnum Animale, лат. Regnum Vegetabile и лат. Regnum Lapideum. Овај приступ, животињско, биљно и минерално царство, преживело је до данас у популарној науци, нарочито у облику друштвених игара: "Јел то животиња, биљка или минерал?". Класификација је заснована на пет нивоа: царство, класа, ред, род и врста. Док су се врсте и родови могли видети у Богом даној (или "природној") класификацији, три виша таксона је креирао Лине. Концепт рангирања, који се примењује на све групе, био је да се направи систем који би се лако запамтио и кроз њега кретало. Ово је ствар за коју многи кажу да је Лине успео да уради.
Линеов рад је имао јак утицај на науку. Непобитно је поставио темеље биолошке номенклатуре, сада регулисане номенклатурним кодовима. Два његова дела, прво издање лат. Species Plantarum (1753) о биљкама и 10. издање Systema Naturae (1758), су прихваћени као почетне тачке номенклатуре. Многа имена врста и родова су публикована јако рано у његовом раду, те тако имају приоритет над онима из других, каснијих радова. У зоологији постоји један изузетак, што је монографија о шведским пауковима, швед. Svenska Spindlar, издана од стране Карл Александар Клерка 1757. године, па имена у тој књизи имају примат над Линеовим именима. Међутим, значај Линеа није због вредности његове таксономије. Његов таленат за привлачење вештих младих ученика и њихово слање у иностранство учинио је његов рад далеко утицајнијим од рада његових савременика. На крају 18. века, његов систем је постао стандардни систем за биолошку класификацију.

### Царство животиња
Само је у царству животиња виша таксономија Линеа још увек мање-више препознатљива, а нека од његових имена су још увек у употреби, обично не баш за исте групе за које их је користио Лине. Он је поделио царство животињско у шест класа:
1. Mammalia представљају сисаре. У првом издању, китови и северноамерички ламантини су били класификовани као рибе.
2. Aves представљају птице. Лине је први који је померио слепе мишеве из групе птица и класификовао као сисаре.
3. Amphibia представњају водоземце, гмизавце и сортирао риве које нису припадале кошљорибама.
4. Pisces представљају рибе са коштаним скелетом. Ово је укључивало рибе са игличавим перајима, припаднике (Perciformes) као посебан ред.
5. Insecta представљају зглавкаре. ракове, пауколике зглавкаре и стоноге које су биле у оквиру реда "Aptera".
6. Vermes представњени групом бескичмењака, групо означени именом "црви", а то су: мекушци и организми са тврдим оклопом попут бодљокожаца.

### Царство биљака
Редови и класе биљака према Линеовом лат. Systema Sexuale, никада нису имале намеру да представе природне групе (за разлику од његових природних редова описаних у лат. Philosophia Botanica), већ само за потребе идентификације. У том смислу су се користили у 19. веку.
Линеове класе биљака у Systema Sexuale биле су:
- Classis 1. Monandria
- Classis 2. Diandria
- Classis 3. Triandria
- Classis 4. Tetrandria
- Classis 5. Pentandria
- Classis 6. Hexandria
- Classis 7. Heptandria
- Classis 8. Octandria
- Classis 9. Enneandria
- Classis 10. Decandria
- Classis 11. Dodecandria
- Classis 12. Icosandria
- Classis 13. Polyandra
- Classis 14. Didynamia
- Classis 15. Tetradynamia
- Classis 16. Monadelphia
- Classis 17. Diadelphia
- Classis 18. Polyadelphia
- Classis 19. Syngenesia
- Classis 20. Gynandria
- Classis 21. Monoecia
- Classis 22. Dioecia
- Classis 23. Polygamia
- Classis 24. Cryptogamia

### Царство минерала
Линеова таксономија минерала је одавно престала да се користи. У 10. издању лат. Systema Naturæ, Линеове класе минерала су биле:
- Класа 1. лат. Petræ (стене)
- Класа 2. лат. Mineræ (минерали и руде)
- Класа 3. лат. Fossilia (фосили и седименти)[16]

## Издања
Тринаесто Гмелиново издање (лат. decima tertia) из 1788–1793, се лако може помешати са тринаестим издањем Јохан Андреас Муреј из 1774. године, а затим касније у даљим издањима, све под ревидираним називом Systema Vegetabilium.
| Издање                     | Место    | Година  | Комплетно литературно навођење | Линкови до онлајн верзија                                                 |
| -------------------------- | -------- | ------- | --- | ------------------------------------------------------------------------- |
| 1                          | Лајден   | 1735    | Linnæus, C. 1735. Systema naturæ, sive regna tria naturæ systematice proposita per classes, ordines, genera, & species. pp. [1–12]. Lugduni Batavorum. (Haak) | Ботаничка башта Мисури                                                    |
| 2                          | Стокхолм | 1740    | Linnæus, C. 1740. Systema naturæ in quo naturæ regna tria, secundum classes, ordines, genera, species, systematice proponuntur. Editio secunda, auctior. pp. [1–2], 1–80. Stockholmiæ. (Kiesewetter) | Гугл књиге                                                                |
| 3                          | Хале     | 1740    | Lange, J. J. 1740. Caroli Linnaei systema natvrae, sive Regna tria natvrae systematice proposita per classes, ordines, genera et species. Caroli Linnaei Natur-Systema, oder die in ordentlichem Zusammenhange vorgetragene drey Reiche der Natur nach ihren Classen, Ordnungen, Geschlechtern und Arten, in die deutsche Sprache übersetzet und mit einer Vorrede herausgegeben von Johann Joachim Langen. pp. [1–8], 1–70,. Halle. (Gebauer) | Баварска државна библиотека                                               |
| 4                          | Париз    | 1744    | Linnæus, C. 1744. Systema naturæ in quo proponuntur naturæ regna tria secundum classes, ordines, genera & species. Editio quarta ab auctore emendata & aucta. Accesserunt nomina Gallica. pp. i–xxvi,, 1–108. Parisiis. (David.) | Гугл књиге Шпанско национално истраживачко веће Мадрид                    |
| 5                          | Хале     | 1747    | Michael Gottlieb Agnethler 1747. лат. – pp. 1–88. Halæ Magdebvrgicæ. | Баварска државна библиотека                                               |
| 6                          | Стокхолм | 1748    | Linnæus, C. 1748. Systema naturæ sistens regna tria naturæ, in classes et ordines, genera et species redacta tabulisque æneis illustrata. Editio sexta, emendata et aucta. pp. [1–3], 1–224, [1–18], Tab. I–VIII. Stockholmiæ. (Kiesewetter) | Универзитет Гетинген                                                      |
| 7                          | Лајпциг  | 1748    | Linnæus, C. 1748. Systema naturæ sistens regna tria naturæ, in classes et ordines, genera et species redacta tabulisque æneis illustrata. Secundum sextam Stockholmiensem emendatam & auctam editionem. pp. [A], [1–5], 1–224, [1–22], Tab. I–VIII. Lipsiae. (Kiesewetter) | Баварска државна библиотека                                               |
| 8                          | Стокхолм | 1753    | Haartman, J. J. 1753. Caroli Linnæi Indelning i Ö̈rt-Riket, efter Systema Naturae, på Swenska öfwersatt af Johan J. Haartman. pp. [1–12], 1–136, [1–8]. Stockholm. (Salvius) | Универзитска библиотека Умеа                                              |
| 9                          | Лајден   | 1756    | Linnæus, C. 1756. Systema naturæ sistens regna tria naturæ in classes et ordines, genera et species redacta, tabulisque æneis illustrata. Accedunt vocabula gallica. Editio multo auctior & emendatior. pp. [1–7], 1–227, [1–19], Tab. I–VIII. Lugduni Batavorum. (Haak) | Ботаничка башта Њујорка Баварска државна библиотека                       |
| 10, Vol. 1                 | Стокхолм | 1758    | Linnæus, C. 1758. Systema naturæ per regna tria naturæ, secundum classes, ordines, genera, species, cum characteribus, differentiis, synonymis, locis. Tomus I. Editio decima, reformata. pp. [1–4], 1–824. Holmiæ. (Salvius) | Баварска државна библиотека Универзитет Гетинген Ботаничка башта Мисури   |
| 10, Vol. 2                 | Стокхолм | 1759    | Linnæus, C. 1759. Systema naturæ per regna tria naturæ, secundum classes, ordines, genera, species, cum characteribus, differentiis, synonymis, locis. Tomus II. Editio decima, reformata. pp. [1–4], 825–1384. Holmiæ. (Salvius) | Ботаничка башта Мисури                                                    |
| 11, Vol. 1                 | Хале     | 1760    | Linnaeus, C. 1760. Systema natvrae per regna tria natvrae, secvndvm classes, ordines, genera, species, cvm characteribvs, differentiis, synonymis, locis. Tomvs I. Praefactvs est Ioannes Ioachimvs Langivs. Ad editionem decimam reformatam Holmiensem. pp. [1–8], 1–824. Halae Magdebvrgicae. (Curt). (Linnæus 1758: pp. 5 recorded probably this edition as from Leipzig 1762, "nil additum" = nothing added)                               | Ботаничка башта Њујорка                                                   |
| 12, Vol. 1, део 1          | Стокхолм | 1766    | Linné, C. a 1766. Systema naturæ per regna tria naturæ, secundum classes, ordines, genera, species, cum characteribus, differentiis, synonymis, locis. Tomus I. Editio duodecima, reformata. стр. 1–532. Holmiæ. (Salvius) | Универзитет Гетинген Баварска државна библиотека                          |
| 12, Vol. 1, део 2          | Стокхолм | 1767    | Linné, C. a 1767. Systema naturæ, Tom. I. Pars II. Editio duodecima reformata. стр. 533–1327, [1–37]. Holmiæ. (Salvius) | Универзитет Гетинген Баварска државна библиотека                          |
| 12, Vol. 2                 | Стокхолм | 1767    | Linné, C. a 1767. Systema naturæ per regna tria naturæ, secundum classes, ordines, genera, species, cum characteribus & differentiis. Tomus II. стр. 1–735, [1–16], 1–142, [1–2]. Holmiæ. (Salvius) |                                                                           |
| 12, Vol. 3                 | Стокхолм | 1768    | Linné, C. a 1768. Systema naturæ per regna tria naturæ, secundum classes, ordines, genera, species, cum characteribus & differentiis. Tomus III. стр. 1–236, [1–20], Tab. I–III. Holmiæ. (Salvius) | Универзитет Гетинген                                                      |
| 12a ("13"), Vol. 1, део. 1 | Беч      | 1767    | Linné, C. a 1767. Systema naturæ per regna tria naturae, secundum classes, ordines, genera, species cum characteribus, differentiis, synonymis, locis. Tomus I. Editio decima tertia, ad editionem duodecimam reformatam Holmiensem. стр. 1–532. Vindobonae. (Trattnern) | Библиотека Хунт Ботаничка башта Мисури Гугл књиге                         |
| 12a ("13"), Vol. 1, део 2  | Беч      | 1767    | Linné, C. a [1767]. Systema naturæ. Tom. I. Pars II. pp. [1–2], 1–1327, [1–37]. Vindobonae. (Trattnern) | Библиотека Хунт Ботаничка башта Мисури Гугл књиге                         |
| 12a ("13"), Vol. 2         | Беч      | 1770    | Linné, C. a 1770. Systema natvrae per regna tria natvrae, secvndvm classes, ordines, genera, species cvm characteribvs, et differentiis. Tomvs II. Editio decima tertia, ad editionem duodecimam reformatam Holmiensem. – 1–736, [1–6]. Vindobonae. (Trattnern) | Библиотека Хунт Ботаничка башта Мисури Ботаничка башта Њујорка Гугл књиге |
| 12a ("13"), Vol. 3         | Беч      | 1770    | Linnaeus, C. 1770. Systema natvrae per regna tria natvrae, secvndvm classes, ordines, genera, species cvm characteribvs, et differentiis. Tomvs III. – 1–236, [1–19]. Vindobonae. (Trattnern) | Библиотека Хунт Ботаничка башта Мисури Гугл књиге                         |
| 12b, Vol. 1                | Гетинген | 1772    | Beckmann, J. 1772. лат. – pp. [1–5], 1–240, [1–10]. Gottingae. (Vandenhoeck) | Библиотека Хунт                                                           |
| 12b, Vol. 2                | Гетинген | 1772    | Beckmann, J. 1772. Caroli a Linné systema naturae ex editione duodecima in epitomen redactum et praelectionibus academicis accommodatum a Iohanne Beckmanno. Tomus II. Regnum Vegetabile. – pp. 1–356, [1–32]. Gottingae. (Vandenhoeck) | Библиотека Хунт                                                           |
| 13, Vol. 1, део 1          | Лајпциг  | 1788    | Gmelin, J. F. 1788. Caroli a Linné systema naturae per regna tria naturae, secundum classes, ordines, genera, species, cum characteribus, differentiis, synonymis, locis. Tomus I. Editio decima tertia, aucta, reformata. pp. [1–12], 1–500. Lipsiae. (Beer) | Ботаничка башта Мисури Библиотека Хунт                                    |
| 13, Vol. 1, део 2          | Лајпциг  | [1789]  | Gmelin, J. F. [1789]. Caroli a Linné, systema naturae. Tom. I. Pars II. стр. 501–1032. Lipsiae. (Beer) | Ботаничка башта Мисури Библиотека Хунт                                    |
| 13, Vol. 1, део 3          | Лајпциг  | [1789]  | Gmelin, J. F. [1789]. Caroli a Linné, systema naturae. Tom. I. Pars III. стр. 1033–1516. Lipsiae. (Beer) | Ботаничка башта Мисури Библиотека Хунт                                    |
| 13, Vol. 1, део 4          | Лајпциг  | [1790]  | Gmelin, J. F. [1790]. Caroli a Linné, systema naturae. Tom. I. Pars IV. стр. 1517–2224. Lipsiae. (Beer) | Ботаничка башта Мисури Библиотека Хунт                                    |
| 13, Vol. 1, део 5          | Лајпциг  | [1790]  | Gmelin, J. F. [1790]. Caroli a Linné, systema naturae. Tom. I. Pars V. стр. 2225–3020. Lipsiae. (Beer) | Ботаничка башта Мисури Библиотека Хунт                                    |
| 13, Vol. 1, део 6          | Лајпциг  | [1791]  | Gmelin, J. F. [1791]. Caroli a Linné, systema naturae. Tom. I. Pars VI. стр. 3021–3910. Lipsiae. (Beer) | Ботаничка башта Мисури Библиотека Хунт                                    |
| 13, Vol. 1, део 7          | Лајпциг  | [1792]  | Gmelin, J. F. [1792]. Caroli a Linné, systema naturae. Tom. I. Pars VII. pp., 3911–4120. Lipsiae. (Beer) | Ботаничка башта Мисури                                                    |
| 13, Vol. 2, део 1          | Лајпциг  | 1791    | Gmelin, J. F. 1791. Caroli a Linné systema naturae per regna tria naturae, secundum classes, ordines, genera, species, cum characteribus et differentiis. Tomus II. Editio decima tertia, aucta, reformata. pp., I–XL, 1–884. Lipsiae. (Beer) | Ботаничка башта Мисури Библиотека Хунт Баварска државна библиотека        |
| 13, Vol. 2, део 2          | Лајпциг  | [1791]? | Caroli a Linné, systema naturae. Tom. II. Pars II. pp., 885–1661,. Lipsiae. (Beer) | Ботаничка башта Мисури Баварска државна библиотека                        |
| 13, Vol. 3                 | Лајпциг  | 1793    | Gmelin, J. F. 1793. Caroli a Linné (...) systema naturae per regna tria naturae, secundum classes, ordines, genera, species, cum characteribus et differentiis. Tomus III. Editio decima tertia, aucta, reformata. стр. 1–476. Lipsiae. (Beer) | Ботаничка башта Мисури Библиотека Хунт Баварска државна библиотека        |

Датуми објављивања Гмелинових издања су следећи:
- Део 1: стране;1–12, 1–500 (25. јули 1788)
- Део 2: стране;501–1032 (20. април 1789)
- Део 3: стране;1033–1516 (20. нобембар 1789)
- Део 4: стране;1517–2224 (21. мај 1790)
- Део 5: стране;2225–3020 (6. децембар 1790)
- Део 6: стране;3021–3910 (14. мај 1791)
- Део 7: стране;3911–4120 (2. јули 1792)

## Види даље
- Додатак биљкама (Supplementum Plantarum)
- Парадоксалне животиње (Animalia Paradoxa)